# شش‌داران (اندیکا)
شش‌داران یک روستا در ایران است که در دهستان للر و کتک شهرستان اندیکا واقع شده‌است.